# 1534 no Brasil
Esta é uma cronologia dos fatos acontecimentos de ano 1534 no Brasil.

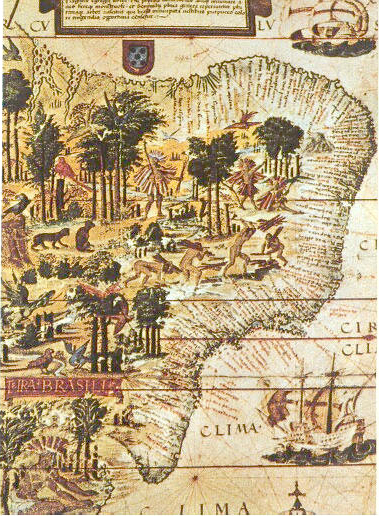
Detalhe do mapa "Terra Brasilis" (Atlas Miller, 1519), atualmente na Biblioteca Nacional de França

## Eventos
- Estabelecimento do sistema de Capitanias Hereditárias no território continental brasileiro.
- 10 de março: A Capitania de Pernambuco é atribuída a Duarte Coelho por D. João III.
- Guerra de Iguape na região de São Vicente.

## Nascimentos
- 19 de março: José de Anchieta, padre jesuíta espanhol, santo da Igreja Católica e um dos fundadores das cidades brasileiras de São Paulo e do Rio de Janeiro (m. 1597).[1]